# Kursächsische Postmeilensäule Schwarzenberg

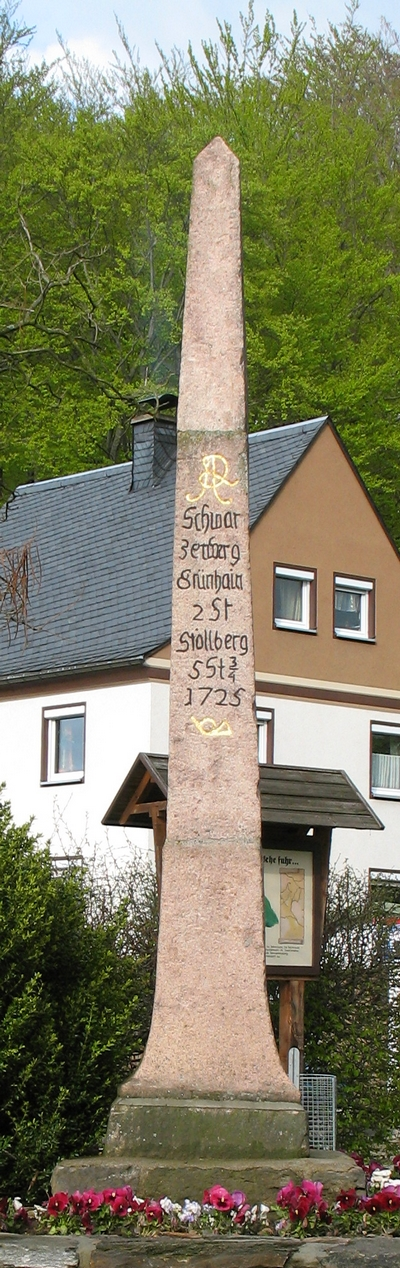
Ganzmeilensäule im Ortsteil Erla

Die denkmalgeschützte kursächsische Ganzmeilensäule Schwarzenberg gehört zu den kursächsischen Postmeilensäulen, die im Auftrag des Kurfürsten Friedrich August I. von Sachsen durch den Land- und Grenzkommissar Adam Friedrich Zürner in der ersten Hälfte des 18. Jahrhunderts im Kurfürstentum Sachsen errichtet worden sind. Sie befindet sich auf einem kleinen Schmuckplatz im zum Ortsteil Erla gehörenden Crandorf, an der Einmündung des Postsäulenweges in die Crandorfer Straße in der westerzgebirgischen Stadt Schwarzenberg/Erzgeb. im Erzgebirgskreis. 

## Geschichte
Die Ganzmeilensäule mit der Reihennummer 52 steht an ihrem Originalstandort an der Poststraße Dresden-Chemnitz-Stollberg-Zwönitz-Schwarzenberg-Johanngeorgenstadt-Karlsbad. Sie wurde 1725 für 18 Taler aus dem rötlichen Granit des Steinbruchs Wiesenbad angefertigt. Bei einer Restaurierung vermutlich Mitte des 20. Jahrhunderts wurden verwitterte Teile der Säule stark abgetragen. Seit der Neubeschriftung fehlt die Entfernungsangabe nach Schwarzenberg, und die ursprüngliche Schreibweise Grünhayn wurde durch das moderne Grünhain ersetzt. Die Säule wurde auf einem Erdsockel mit Steinumrandung aufgestellt und gegenüber ihrer ursprünglichen Aufstellung um 90 Grad gegen den Uhrzeigersinn gedreht.